# Municipio de Union (condado de Brown)
El municipio de Union (en inglés: Union Township) es un municipio ubicado en el condado de Brown en el estado estadounidense de Ohio. En el año 2010 tenía una población de 3064 habitantes y una densidad poblacional de 30,6 personas por km².

## Geografía
El municipio de Union se encuentra ubicado en las coordenadas 38°46′44″N 83°49′45″O / 38.77889, -83.82917. Según la Oficina del Censo de los Estados Unidos, el municipio tiene una superficie total de 100.13 km², de la cual 98,37 km² corresponden a tierra firme y (1,76 %) 1,76 km² es agua.

## Demografía
Según el censo de 2010, había 3064 personas residiendo en el municipio de Union. La densidad de población era de 30,6 hab./km². De los 3064 habitantes, el municipio de Union estaba compuesto por el 94,68 % blancos, el 3,46 % eran afroamericanos, el 0,13 % eran amerindios, el 0,2 % eran asiáticos y el 1,53 % eran de una mezcla de razas. Del total de la población el 0,26 % eran hispanos o latinos de cualquier raza.